# Ozodicera witteana
Ozodicera witteana är en tvåvingeart som beskrevs av Alexander 1942. Ozodicera witteana ingår i släktet Ozodicera och familjen storharkrankar. Inga underarter finns listade i Catalogue of Life.